# Nassella fabrisii
Nassella fabrisii är en gräsart som beskrevs av Maria Amelia Torres. Nassella fabrisii ingår i släktet nassellor, och familjen gräs. Inga underarter finns listade i Catalogue of Life.